# Gelobt sei Gott im höchsten Thron
Gelobt sei Gott im höchsten Thron ist ein Osterlied von Michael Weiße (um 1488 – 1534), das 1609 von Melchior Vulpius vertont wurde.

## Geschichte

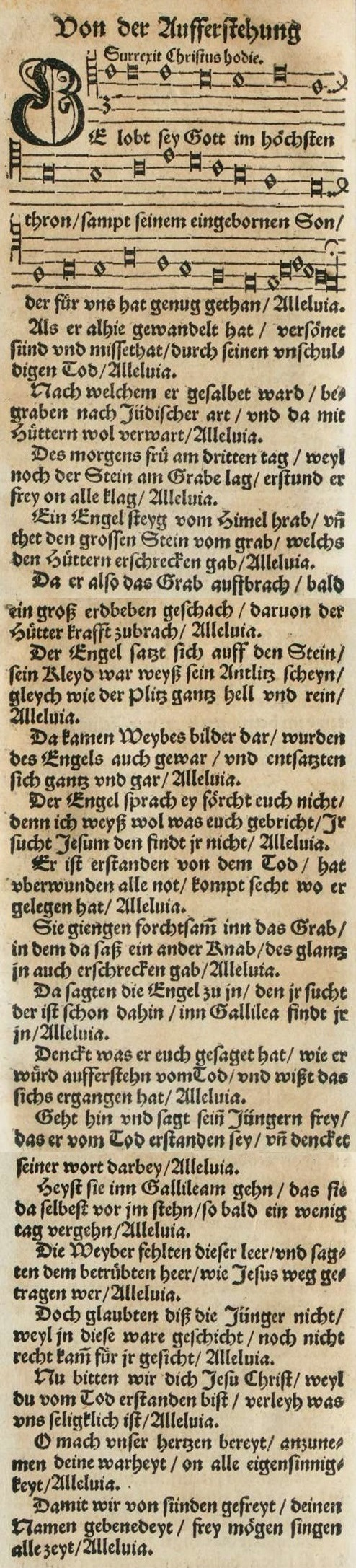
Gelobt sei Gott im höchsten Thron in der 1544er Ausgabe von Weißes Gesangbuch

Weiße veröffentlichte den Text 1531 in seinem Buch Ein New Gesengbuchlen für die Böhmische Brüdergemeine. Das Erzähllied von der Auferstehung Jesu Christi hat dort 20 Strophen und ist der Melodie Surrexit Christus hodie – Erstanden ist der heilig Christ (EG 105) unterlegt.

## Text
Das Evangelische Gesangbuch enthält das Lied in einer sechsstrophigen, sprachlich modernisierten Fassung (Nummer 103). Im katholischen Gotteslob (Nummer 328) ist eine zusätzliche dritte Strophe von Hagen Horoba (2010) eingefügt, die die „drei Frauen“ einführt und damit die Anrede des Engels in der folgenden Strophe verständlich macht. Bei Weiße entspricht dem inhaltlich die 8. Strophe. Das Mennonitische Gesangbuch (Nummer 310) enthält das Lied mit zwei zusätzlichen von Sigisbert Kraft verfassten Strophen.

### Gelobt sei Gott im höchsten Thron
Gelobt sei Gott im höchsten Thron

samt seinem eingebornen Sohn,

der für uns hat genug getan.

Halleluja, Halleluja, Halleluja.

Des Morgens früh am dritten Tag,

da noch der Stein am Grabe lag,

erstand er frei ohn alle Klag.

Halleluja, Halleluja, Halleluja.

Der Engel sprach: „Nun fürcht’ euch nicht;

denn ich weiß wohl, was euch gebricht.

Ihr sucht Jesus, den find’t ihr nicht.“

Halleluja, Halleluja, Halleluja.

„Er ist erstanden von dem Tod,

hat überwunden alle Not;

kommt, seht, wo er gelegen hat.“

Halleluja, Halleluja, Halleluja.

Nun bitten wir dich, Jesu Christ,

weil du vom Tod erstanden bist,

verleihe, was uns selig ist.

Halleluja, Halleluja, Halleluja.

O mache unser Herz bereit,

damit von Sünden wir befreit

dir mögen singen allezeit:

Halleluja, Halleluja, Halleluja.